# Cas9
Cas9（英语：CRISPR associated protein 9；CRISPR關聯蛋白質9）是一個16萬道爾頓的蛋白質，它在某些細菌對DNA病毒和質粒的免疫反應中起到了偵測及摧毀作用。因為它的這一特性，它被大量應用於基因工程。2020年，兩位科學科學家，詹妮弗·杜德纳和埃馬紐埃爾·沙爾龐捷因對CRISPR-Cas9的研究而獲得了當年的諾貝爾化學獎。
它又曾被稱為Cas5、Csn1或Csx12。